# Коулі-Сіті (Вашингтон)
Коулі-Сіті (англ. Coulee City) — місто (англ. town) в США, в окрузі Грант штату Вашингтон. Населення — 549 осіб (2020).

## Географія
Коулі-Сіті розташоване за координатами 47°36′44″ пн. ш. 119°17′21″ зх. д. / 47.61222° пн. ш. 119.28917° зх. д. (47.612165, -119.289124).  За даними Бюро перепису населення США в 2010 році місто мало площу 2,34 км², уся площа — суходіл.

### Клімат
| Клімат : Коулі-Сіті     | Клімат : Коулі-Сіті | Клімат : Коулі-Сіті | Клімат : Коулі-Сіті | Клімат : Коулі-Сіті | Клімат : Коулі-Сіті | Клімат : Коулі-Сіті | Клімат : Коулі-Сіті | Клімат : Коулі-Сіті | Клімат : Коулі-Сіті | Клімат : Коулі-Сіті | Клімат : Коулі-Сіті | Клімат : Коулі-Сіті | Клімат : Коулі-Сіті |
| Показник                | Січ.                | Лют.                | Бер.                | Квіт.               | Трав.               | Черв.               | Лип.                | Серп.               | Вер.                | Жовт.               | Лист.               | Груд.               | Рік                 |
| Абсолютний максимум, °C | 11,1                | 16,7                | 22,8                | 33,9                | 37,8                | 39,4                | 43,3                | 43,3                | 38,3                | 29,4                | 19,4                | 13,3                | 43,3                |
| Середній максимум, °C   | 1,1                 | 5,0                 | 11,1                | 16,7                | 21,7                | 26,1                | 31,7                | 30,6                | 25,6                | 17,2                | 6,7                 | 0,6                 | 16,2                |
| Середній мінімум, °C    | −6,1                | −3,9                | −0,6                | 1,7                 | 5,6                 | 8,9                 | 12,8                | 12,8                | 8,9                 | 2,8                 | −2,8                | −6,1                | 2,9                 |
| Абсолютний мінімум, °C  | −28,3               | −28,3               | −15,6               | −7,8                | −4,4                | −2,2                | 1,1                 | −0,6                | 2,2                 | −13,9               | −22,2               | −28,3               | −28,3               |
| Норма опадів, мм        | 21                  | 25                  | 25                  | 20                  | 27                  | 21                  | 18                  | 12                  | 13                  | 15                  | 35                  | 36                  | 268                 |
| ----------------------- | ------------------- | ------------------- | ------------------- | ------------------- | ------------------- | ------------------- | ------------------- | ------------------- | ------------------- | ------------------- | ------------------- | ------------------- | ------------------- |

## Демографія
Згідно з переписом 2010 року, у місті мешкали 562 особи в 265 домогосподарствах у складі 150 родин. Густота населення становила 241 особа/км².  Було 331 помешкання (142/км²).
Расовий склад населення:
| - 91,3 % — білих - 2,1 % — корінних американців - 0,2 % — азіатів - 1,6 % — осіб інших рас |

До двох чи більше рас належало 4,8 %. Частка іспаномовних становила 3,4 % від усіх жителів.
За віковим діапазоном населення розподілялося таким чином: 16,9 % — особи молодші 18 років, 59,6 % — особи у віці 18—64 років, 23,5 % — особи у віці 65 років та старші. Медіана віку мешканця становила 49,1 року. На 100 осіб жіночої статі у місті припадало 98,6 чоловіків;  на 100 жінок у віці від 18 років та старших — 95,4 чоловіків також старших 18 років.
Середній дохід на одне домашнє господарство  становив 50 762 долари США (медіана — 43 929), а середній дохід на одну сім'ю — 62 480 доларів (медіана — 64 028). За межею бідності перебувало 19,6 % осіб, у тому числі 17,6 % дітей у віці до 18 років та 1,4 % осіб у віці 65 років та старших.
Цивільне працевлаштоване населення становило 250 осіб. Основні галузі зайнятості: освіта, охорона здоров'я та соціальна допомога — 24,0 %, роздрібна торгівля — 12,0 %, мистецтво, розваги та відпочинок — 12,0 %.